# Варта (Познань)

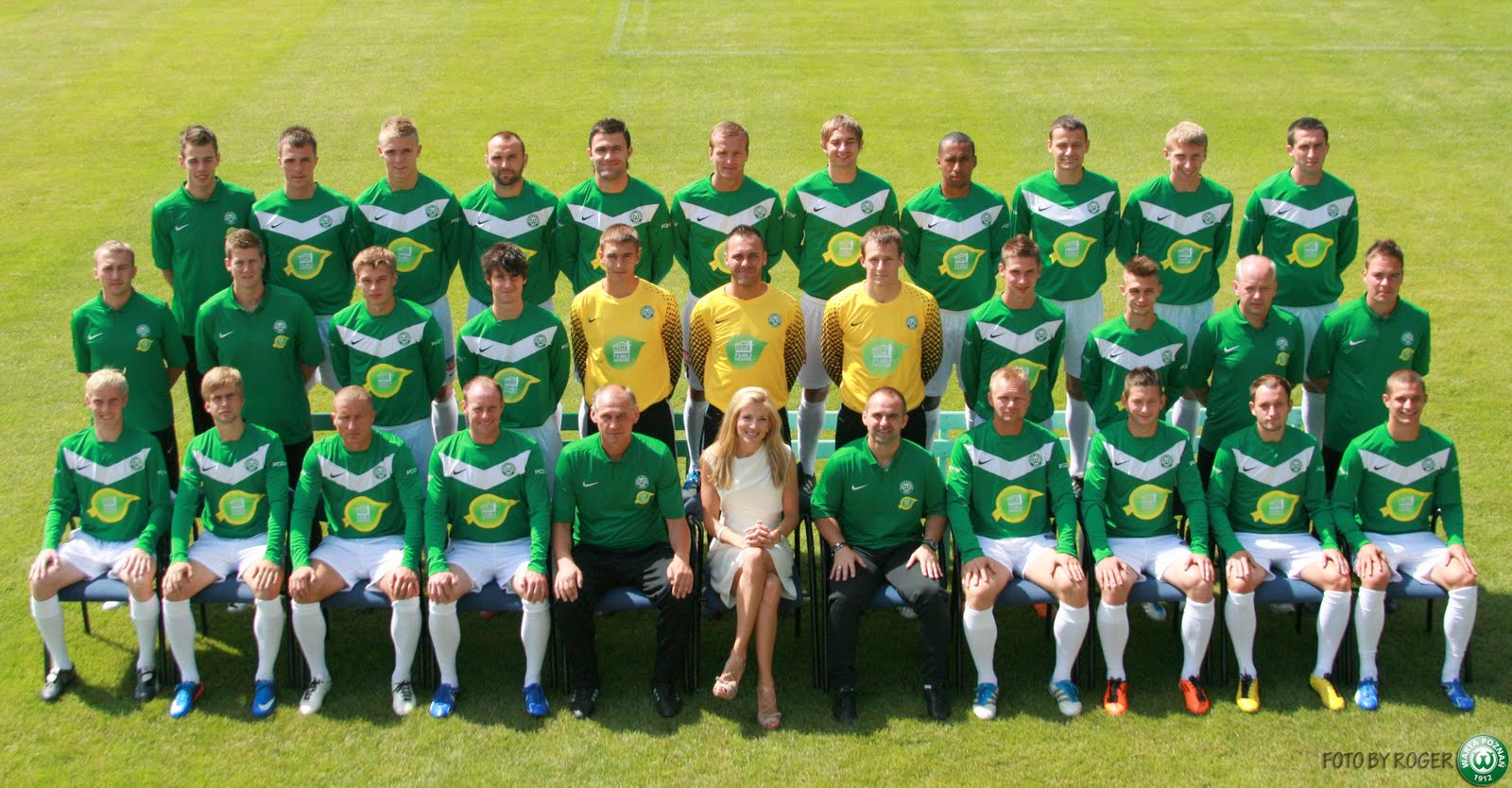
Варта Познань 2011

«Ва́рта По́знань» (пол. Warta Poznań) — професіональний польський футбольний клуб з міста Познань.

## Історія
Колишні назви:
- 15.06.1912: КС Варта Познань (пол. KS [Klub Sportowy] Warta Poznań)
- 1914—1917: не виступав
- 1918: КС Варта Познань (пол. KS Warta Poznań)
- 1939—1944: не виступав
- 18.03.1945: КС Варта Познань (пол. KS Warta Poznań)
- 1950: КС Сталь Познань (пол. KS Stal Poznań)
- 29.12.1956: КС Варта Познань (пол. KS Warta Poznań)

15 червня 1912 року був організований спортивний клуб, який отримав назву «„Варта“ Познань». Варта мала двояке значення — назва річки, яка протікає через місто, а також сторожова команда. У 1922, 1925 і 1926 роках клуб вигравав змагання у І лізі, а у 1929 році став чемпіоном Польщі. У 1926 команда дійшла до півфіналу Кубку Польщі.
Після закінчення Другої світової війни у 1945 році клуб відновив діяльність, а у 1947 році вдруге здобув чемпіонство. У 1950 відбулося об'єднання з іншим познаньським клубом «ГЦП» і клуб перейменовано на «Сталь Познань». Також попрощався з І лігою.
29 грудня 1957 року повернено історичну назву «Варта Познань». У 1993 році клуб повернувся до найвищої ліги, а вже через 2 роки знову понизився у класі.
Всього в елітній лізі провів 18 сезонів: 410 матчів, 177 перемог, 69 нічиїх, 164 поразки, різниця м'ячів 841—733, 423 набраних очки.
До перемог у чемпіонаті клуб приводили угорські фахівці Бела Фюршт і Карой Фогль.

## Титули та досягнення
- Чемпіонат Польщі:
  - чемпіон (2): 1929, 1947
  - срібний призер (5): 1922, 1925, 1928, 1938, 1946
  - бронзовий призер (7): 1921, 1923, 1926, 1927, 1932, 1935, 1936
- Кубок Польщі:
  - півфіналіст (1): 1926

## Відомі гравці
У складі національної збірної грав 21 футболіст:
- Маріан Спойда[pl] — 14
- Вавжинець Сталіньський[pl] — 13 (11 голів)
- Фрідріх Шерфке — 12
- Маріан Фонтович[pl] — 8
- Едмунд Твуж — 6
- Ян Войцеховський[pl] — 2
- Каетан Крижкевич[pl] — 2
- Адам Кніола[pl] — 1
- Херонім Шварц[pl] — 1
- Леон Радоєвський[pl] — 1
- Болеслав Смульський[pl] — 1
- Чеслав Гендера[pl] — 1
- Францишек Собков'як — 1
- Маріан Ейнбахер — 1
- Міхал Флегер[pl] — 1
- Пйотр Данеляк[pl] — 1
- Станіслав Казьмерчак[pl] — 1
- Вітольд Пшкуцький[pl] — 1
- Владислав Примка[pl] — 1
- Владислав Пжибиш[pl] — 1
- Збігнєв Низиньський[pl] — 1